# Маленький солдат
Маленький солдат (фр. Le Petit Soldat) — французький фільм, який зняв режисер Жан-Люк Годар 1960 року, і який вийшов у прокат лише 1963 року. Це був перший проєкт, над яким Годар працював з Анною Каріною, яка грає головні разом із Мішелем Субором.

## Сюжет
Події в фільмі відбуваються у 1958 році, під час війни в Алжирі, коли Франція боролася за збереження своєї колоніальної влади над Алжиром. Бруно Форестьє — колишній дезертир, французький патріот і агент французької терористичної організації «La Main Rouge», керованою французькою зовнішньою розвідкою «Service de Documentation Extérieure et de Contre-Spynnage» у 1950-х роках. Він нелегально перебуває в Женеві, де планує виконати місію, яка пов'язана з Алжиром. Щоб довести, що він не подвійний агент, він отримує наказ убити Артура Паливоду, радіоведучого, який підтримує Фронт національного визволення Алжиру (ФНВ) і виступає за незалежність Алжиру. Хоча Бруно вже вбивав раніше, цього разу він відмовляється, спочатку кажучи, що це надто небезпечно, а потім, що йому не хочеться цього робити.
Бруно зустрічає і закохується у Вероніку Дрейер, молоду і красиву паризьку студентку з російським походженням. Вероніка є представницею фронту звільнення Алжиру, і вона знає, що Бруно — агент протилежної сторони. Попри свої ідеологічні розділи, Бруно і Вероніка влюбляються одне в одного, що ускладнює їхнє становище.
Коли його співвітчизники з «La Main Rouge» інсценують наїзд на його машину, Бруно погоджується здійснити вбивство, щоб з нього зняли звинувачення і не вислали назад до Франції, але він продовжує вагатися, а потім знову вирішує не вбивати Паливоду.
Тепер, коли французи вважають його зрадником, Бруно планує втекти з Веронікою до Бразилії, але його схоплюють і катують алжирці, які бачили, як він стежив за Паливодою. Зрештою, йому вдається втекти, вистрибнувши через вікно кімнати, в якій його утримують, що знаходиться на другому поверсі. Він намагається отримати від французів два дипломатичні паспорти, сказавши їм, де його утримують, але алжирці вже виїхали, тож він погоджується нарешті вбити Паливоду, щоб отримати документи. Виявивши зв'язки Вероніки з ФНВ, французи викрадають її, про що повідомляють Бруно, щоб спробувати отримати додаткові важелі впливу на нього, і катують її, щоб дізнатися про місце, де зараз переховуються алжирці. Після того, як Бруно вбиває Паливоду, він дізнається, що Вероніка померла.

## У ролях
| Актор         | Персонаж                               |
| ------------- | -------------------------------------- |
| Мішель Сюбор  | Бруно Форестьє                         |
| Анна Каріна   | Вероніка Дрейер                        |
| Анрі-Жак Юе   | Жак                                    |
| Поль Бове     | Поль                                   |
| Ласло Сабо    | Ласло                                  |
| Жорж де Богар | лідер активістів (не вказано в титрах) |
| Жан-Люк Годар | людина на вокзалі (епізодична, камео)  |

## Виробництво
Фільм став першим проєктом, над яким Годар працював з Анною Каріною. Вони одружилися в 1961 році, і вона зіграла ще в шести його фільмах, а також у його частині фільму-антології «Найдревніша професія у світі» (1967).
Через включення сцен тортур та іншого суперечливого політичного змісту фільм був заборонений у Франції до січня 1963 року, вже після закінчення війни в Алжирі. Таким чином, хоча це був другий повнометражний фільм, знятий Годаром (першим був На останньому подиху 1960-х), він став четвертим, який вийшов на екрани.

## Рецензія
Маленький солдат отримав загалом позитивні відгуки з моменту виходу на екрани. На сайті-агрегаторі рецензій Rotten Tomatoes він має рейтинг схвалення 80 % на основі 20 рецензій із середньою оцінкою 7/10. У ретроспективному огляді Роджер Еберт присудив фільму чотири зірки з чотирьох.

## Тематика фільму
Фільм знаменитий своєю провокаційністю і виразним політичним контекстом. Це різкий соціально-політичний драматичний фільм, який глибоко аналізує етичні та моральні аспекти воєнних конфліктів та вплив на індивідуальний дух людини. Ситуація в Алжирі та засудження застосування тортур обома сторонами — головні теми фільму. Крім того, він досліджує тему, типову для пізніх робіт Жана-Люка Годара: природу кіно та зображення.